# إرفينغ ستون
إرفينغ ستون (بالإنجليزية: Irving Stone)‏ - الكنية الأصلية ( تنينباوم Tennenbaum). ولد في 14 يوليو 1903 في سان فرانسيسكو - وتوفي في 26 أغسطس 1989 في لوس أنجلس ) كاتب مسرحي، وروائي، وكاتب سيناريو أمريكي. أحد مؤسسي ما يعرف برواية السيرة الذاتية. في عام 1923 حصل على البكالوريوس من جامعة كاليفورنيا وبعد سنة على الماجستير من جامعة كاليفورنيا الجنوبية حيث بدأ يدرّس فيها. هناك تعرّف على الطالبة ( لونا موسك)، ابنة رجل الأعمال إرنست موسك التي أصبحت زوجته. سافر الزوجان إلى أوروبا حيث أمضى إرفينغ ستة أشهر في أبحاثه عن فان جوخ. استقر منذ العام 1926 في نيويورك حيث بدأ بكتابة القصص البوليسية والمسرحيات، فصدر له ثماني عشرة مسرحية عرضت اثنتان منها في برودواي. غير أن اسم ستون لم يلمع إلا مع نشر روايته Lust for Life ، والتي ترجمت إلى العربية تحت عنوان (فنسنت فان جوخ)، وهي سيرة ذاتية متخيلة للرسام الهولندي الشهير. من المثير أن هذه الرواية رفضت من قبل 17 ناشراً قبل أن ترى النور في 1934. في العام نفسه تزوج من مساعدته جين فاكتور (Jean Factor). في 1959 - أصبح عضوا في جمعية الكتاب الغربيين في أمريكا، وفي العام الذي يليه 1960 حصل على الدكتوراه الفخرية في الآداب ودكتوراه في القانون من جامعة كاليفورنيا.

## الجوائز
- 1962 - وسام الاستحقاق الإيطالي

إرفينغ ستون في شبابه

- 1968 - الكأس الذهبية من قبل جمعية النساء الأمريكيات
- 1970 - جائزة الصفيحة الذهبية لأكاديمية المنجزات.

## من أعماله
1 - (1934) Lust for Life سيرة الرسام فنسنت فان جوخ.
2 - (Sailor on Horseback (1938 سيرة جاك لندن.
3 - (1954) Love is Eternal سيرة ماري تود وأبراهام لينكولن.
4 - (1961) The Agony and the Ecstasy سيرة ميكيل أنجيلو.
5 - (1971) The Passions of the Mind سيرة سيجموند فرويد.
6 - (1980) The Origin سيرة تشارلز داروين.

## روابط خارجية
- إرفينغ ستون على موقع IMDb (الإنجليزية)
- إرفينغ ستون على موقع الموسوعة البريطانية (الإنجليزية)
- إرفينغ ستون على موقع مونزينجر (الألمانية)
- إرفينغ ستون على موقع أول موفي (الإنجليزية)
- إرفينغ ستون على موقع قاعدة بيانات برودواي على الإنترنت (الإنجليزية)
- إرفينغ ستون على موقع قاعدة بيانات الأفلام السويدية (السويدية)
- إرفينغ ستون على موقع إن إن دي بي (الإنجليزية)
- إرفينغ ستون على موقع قاعدة بيانات الفيلم (الإنجليزية)